# Evangelische Kirche Dirlammen

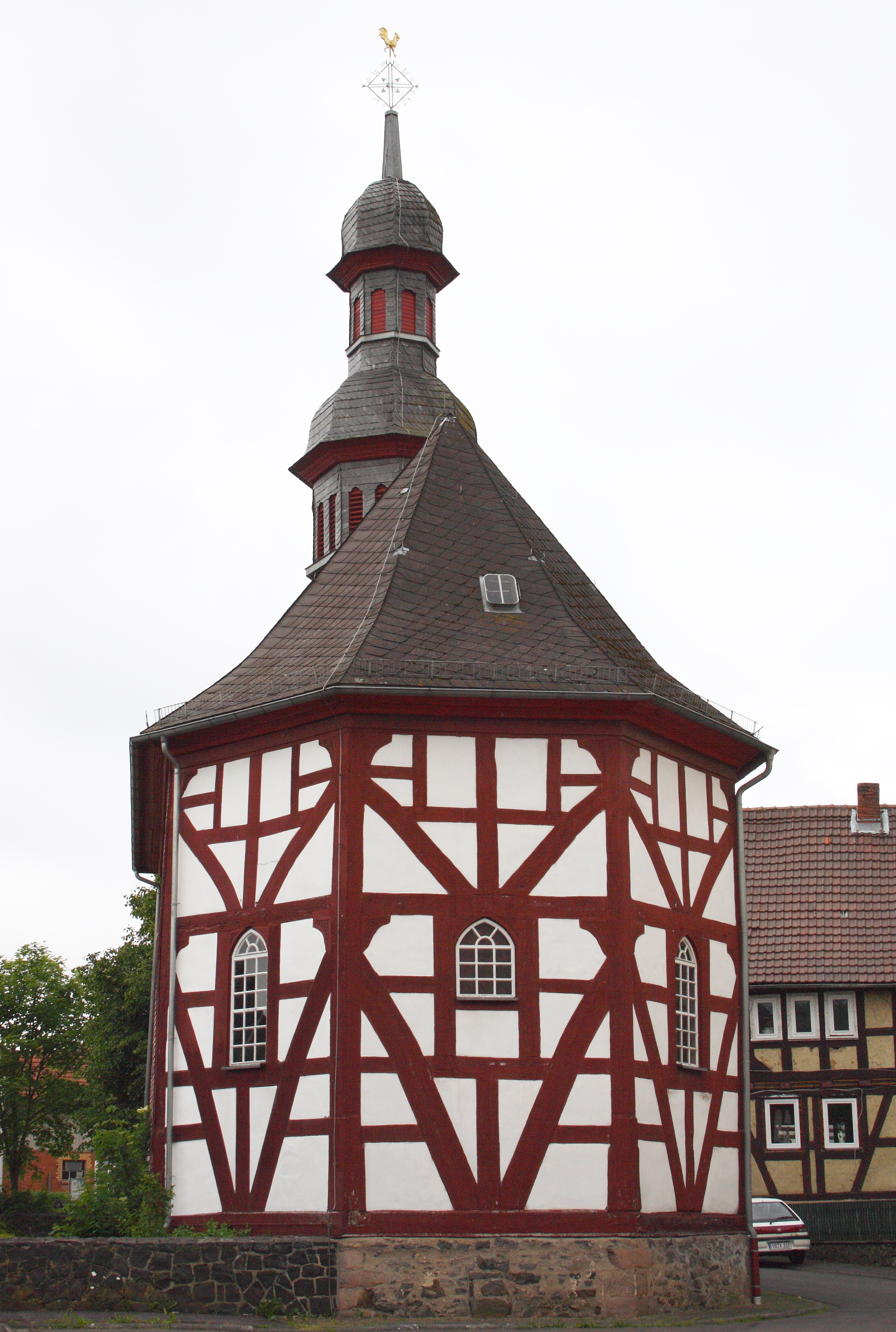
Fachwerkkirche in Dirlammen

Die Evangelische Kirche Dirlammen ist ein denkmalgeschütztes Kirchengebäude in Dirlammen, einem Ortsteil der Gemeinde Lautertal im Vogelsbergkreis (Hessen). Die Kirchengemeinden Meiches, Dirlammen und Hopfmannsfeld gehören zum Dekanat Vogelsberg in der Propstei Oberhessen der Evangelischen Kirche in Hessen und Nassau.

## Geschichte und Architektur
Die Vorgängerkirche auf dem Kirchhof war in Verfall geraten. Mit dem Bau der malerischen, teilweise verschindelten Fachwerkkirche mit dreiseitigem Schluss wurde 1704 begonnen. Das Gebäude wird von einer zierlichen Haubenlaterne bekrönt. Das Holzportal ist beschnitzt. Im Schiff ist eine Flachdecke eingezogen, im Chor ruht ein Holzgewölbe mit Rippen auf gotisierenden Wanddiensten. Der Turmhahn wurde 1705 aufgesetzt. Die Kirche ist das älteste Gebäude des Dorfes.

## Ausstattung

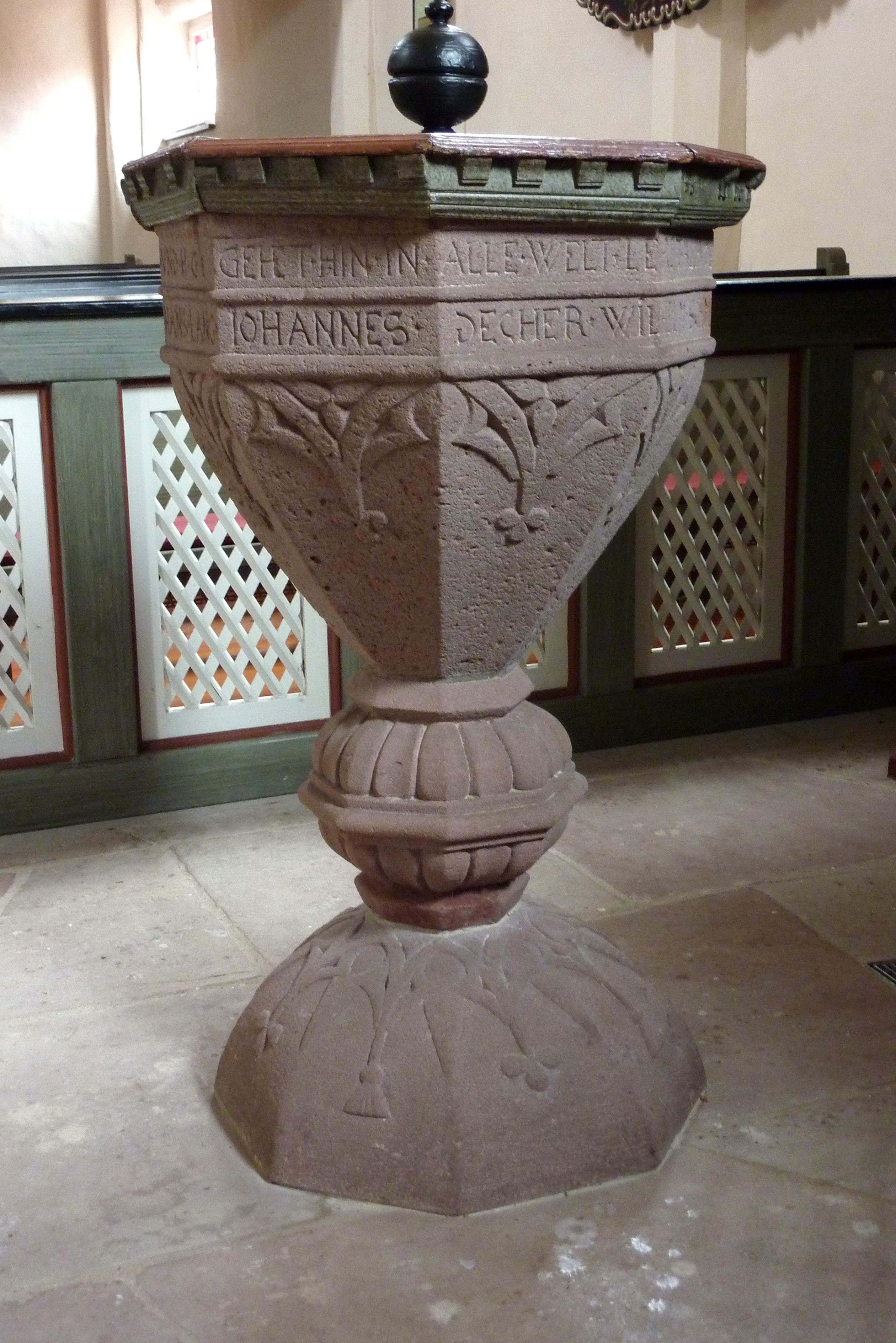
Taufstein von 1632

Kanzel, Emporen und Orgel stammen aus der Erbauungszeit der Kirche
- Kanzel mit Evangelisten-Statuen
- Emporen mit Brüstungsmalereien
- Orgel mit einem Knorpelwerk
- Taufstein von 1633 mit Maßwerkblenden (aus der Vorgängerkirche)
- Ebenfalls aus der Vorgängerkirche stammen zwei Glocken und das Uhrwerk. Dieses tat bis zur Jahrtausendwende seinen Dienst und ist restauriert in der Kirche ausgestellt